# Westcreek
Westcreek statisztikai település az USA Colorado államában, Douglas megyében. Lakosainak száma 120 fő (2020. április 1.).

## Népesség
A település népességének változása:

| 2010 | 129 |
| 2020 | 120 |